# Parlamentswahl in Bulgarien 1879
Die Parlamentswahl in Bulgarien 1879 wurde vom 30. September bis zum 7. Oktober für das Parlament des Fürstentums Bulgariens abgehalten. Sie war die erste reguläre Parlamentswahl in Bulgarien. Zuvor war am 28. April 1879 die Verfassung von Tarnowo beschlossen worden, welche die Durchführung von Wahlen vorsah. 
Etwa 32 % der registrierten Wahlberechtigten gaben eine Stimme ab.

## Ergebnis
| Partei              | Sitze |
| ------------------- | ----- |
| Liberalna Partija   | 140   |
| Konservative Partei | 030   |
| Insgesamt           | 170   |

Quelle: 